# آرنولد، شهرستان کارول، ایلینوی
آرنولد (به انگلیسی: Arnold) یک منطقهٔ مسکونی در ایالات متحده آمریکا است که در شهرستان کرول، ایلینوی واقع شده است. آرنولد ۱۸۵٫۹۳ متر بالاتر از سطح دریا واقع شده است.